# A 5120

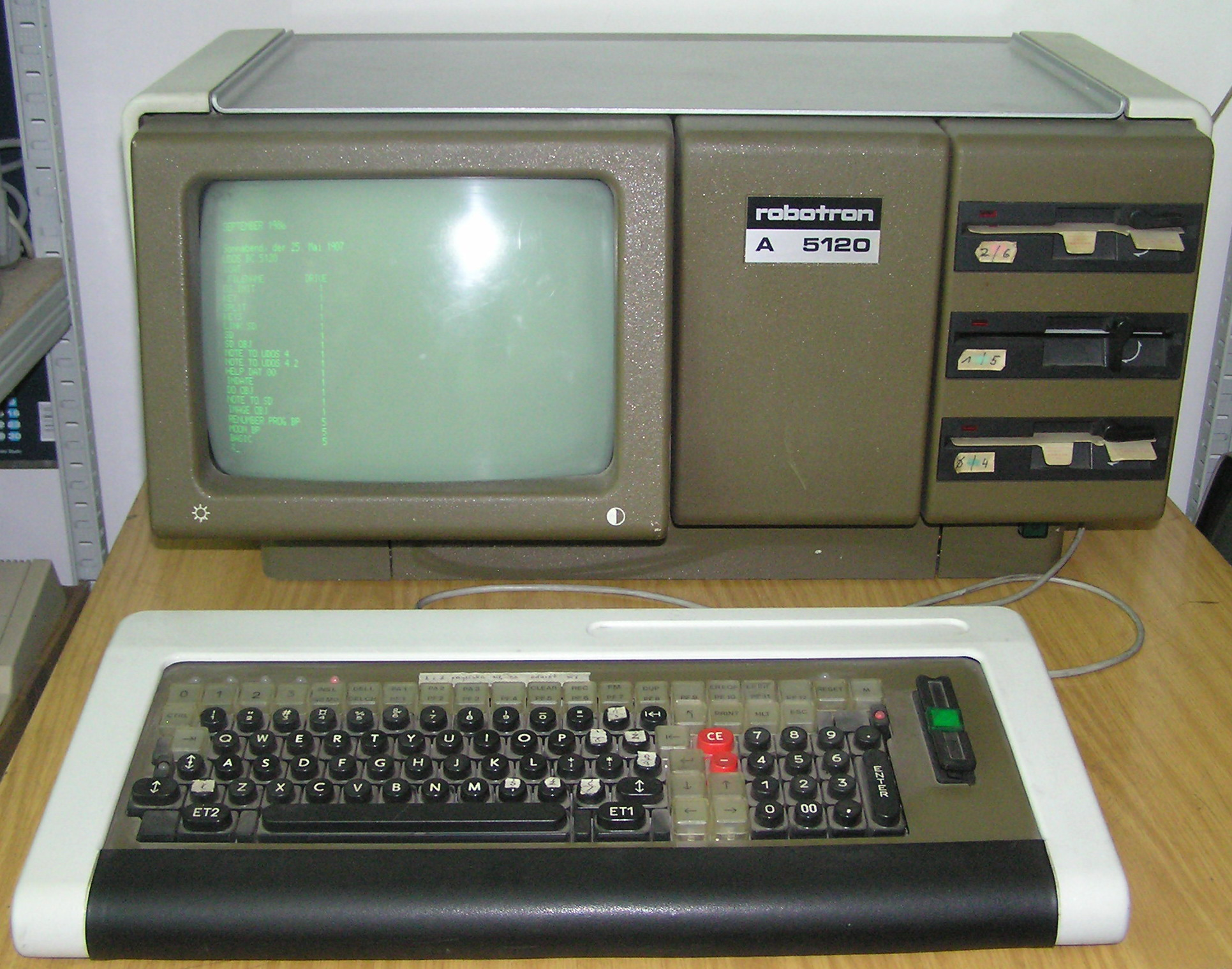
Robotron A 5120

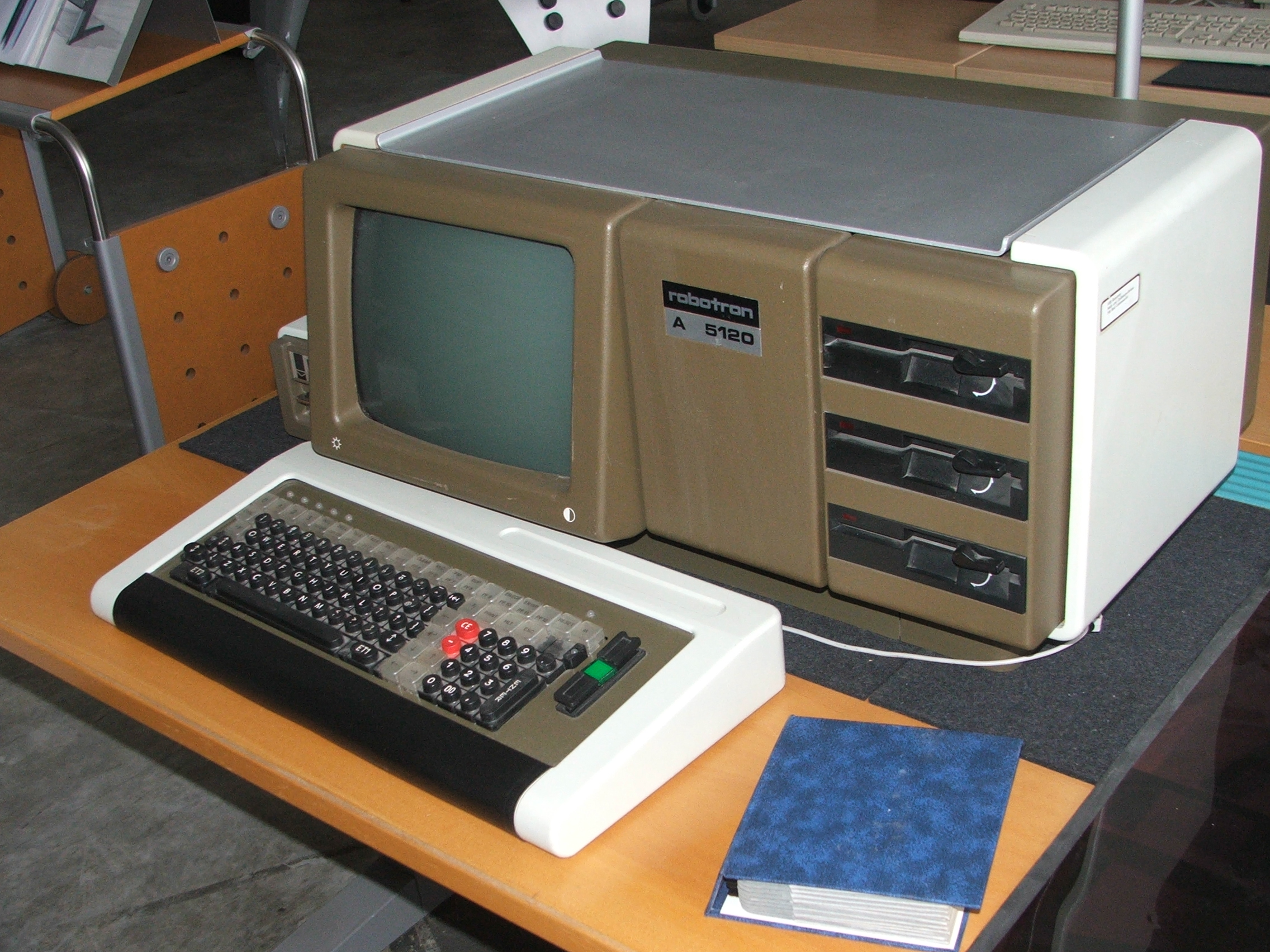

Der Robotron A 5120 war ein Bürocomputer zur Text- und Datenverarbeitung aus der DDR. Das Gerät wurde ab dem Jahre 1982 im VEB Buchungsmaschinenwerk Karl-Marx-Stadt hergestellt. Der Preis für diesen Computer lag – abhängig von der Ausstattung – zwischen rund 27.000 und 40.000 Mark der DDR. Er wurde in der DDR nur an Betriebe und wissenschaftliche Institutionen ausgeliefert.
Ab 1986 kam eine neue Version des Gerätes als A 5120.16 mit dem 16-Bit-Mikroprozessor U8000 (Zilog-Z8000-Nachbau) auf den Markt. In diesem Gerät fungierte das Originalsystem als 8-Bit-Subsystem. Der 16-Bit-Teil bestand aus zwei zusätzlichen Steckkarten (CPU und 256 KB DRAM) und ermöglichte die Nutzung des leistungsfähigen Betriebssystems MUTOS8000 (Unix-System III-Derivat). Der Preis für dieses Modell lag zwischen etwa 32.000 und 48.000 Mark der DDR.
Es wurden von den Modellen A 5120 und A 5120.16 insgesamt 17.000 Exemplare hergestellt.

## Hardware
Als Massenspeicher dienten anfänglich Kassettenlaufwerke und 8-Zoll-Diskettenlaufwerke. Diese Modelle wurden recht schnell durch Versionen mit zwei bis drei 5,25-Zoll-Laufwerken abgelöst. Eingebaut im Gerät war ein Grün-Monitor, der anfangs 64×16 Zeichen, später 80×25 Zeichen darstellten konnte. Eine Grafikfähigkeit besaß der Rechner nicht. Der Computer basierte auf dem 8-bit-K-1520-Bus-System, als Prozessor kam ein U880 (Z80-Nachbau) zum Einsatz. Der Arbeitsspeicher hatte eine Größe von bis zu 64 KB. Außerdem verfügte der Rechner über IFSS-Schnittstellen für z. B. Drucker (ähnlich zur seriellen Schnittstelle des PCs) und V.24-Schnittstellen zum Datentransfer.

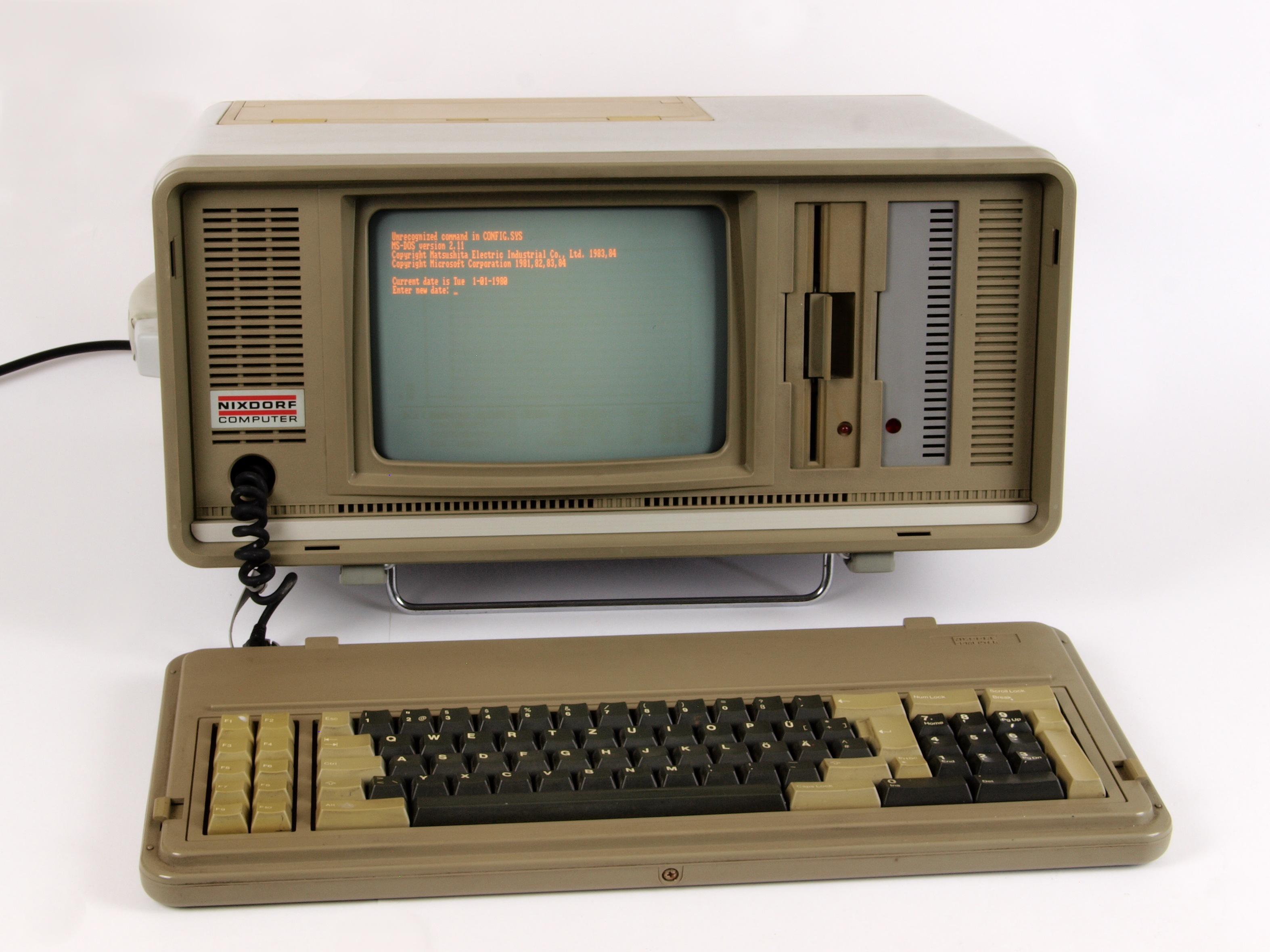
Nixdorf 8810 M25

Die Bauform mit integriertem Monitor und Laufwerken erschien in ähnlicher Form von Panasonic-Matsushita mit dem 1983/84 erschienen Modell Panasonic RL-H7000W (Senior Partner), welches von etlichen Herstellern als OEM-Version vermarktet wurde, wie zu dem baugleichen Nixdorf-Modell 8810 M25 bekannt.

## Software und Betriebssystem
Auf Seiten des Betriebssystems waren die Robotron K1520-Computer, zu denen auch der A5120 gehörte, auf das Betriebssystem SIOS1526 zugeschnitten, eine Eigenentwicklung des Kombinates Robotron. Außerdem kam anfänglich das Betriebssystem BCU880 (ein CP/M-artiges Betriebssystem) zum Einsatz. BCU880 wurde allerdings sehr schnell durch SCP1526 (ebenso ein CP/M-System) abgelöst, das zum meisteingesetzten Betriebssystem auf diesem Computer wurde. Von einigen Betrieben wurden auch eigene CP/M-Abwandlungen entwickelt, wie beispielsweise CP/A (Akademie der Wissenschaften, Berlin) oder DAC1526 (VEB Dampferzeugerbau). Als weiteres Betriebssystem gab es UDOS1526, ein Betriebssystem, das hauptsächlich für die Programmentwicklung gedacht war.
Als Software im Büro konnte der Anwender unter SCP beispielsweise REDABAS (Datenbanksoftware, entspricht dBASE) und TP (Textverarbeitung, entspricht WordStar) verwenden.